# Noël Milarew Odingar
Noël Milarew Odingar (1932– 4 de marzo de 2007) fue un político de Chad, presidente interino de su país en abril de 1975.

## Biografía
Es miembro de la etnia sara. Graduado en la academia militar francesa, tuvo una carrera rápida, y en 1965, con el grado de mayor, asumió el puesto de comandante de las Fuerzas Armadas de Chad, una elección que reforzó el predominio de los sara en el gobierno.
Para 1968, la situación militar en el país se había deteriorado gravemente, tras la creación del grupo insurgente FROLINAT en 1966 y la consecuente pérdida del control por el gobierno de muchas de las regiones musulmanas. Como resultado, el presidente François Tombalbaye llamó a Francia para que enviara tropas a ayudar a derrotar a los rebeldes; los únicos que se opusieron, en vano, a esta decisión, fueron el ministro Bangui y el ahora coronel Odingar, que objetaban que el proyecto volvería ineficaz la soberanía de Chad.
A medida que pasaron los años, Odingar ganó promociones: para 1975 se había convertido en general y comandante de los 4.000 soldados de las Fuerzas Armadas. En las filas militares se estaba generando un gran descontento: en los últimos dos años las acciones de Tombalbaye se habían vuelto cada vez más erráticas, y en 1973 había encarcelado al comandante general de las Fuerzas Armadas, Félix Malloum. Fue otra purga en el Ejército, en la que Tombalbaye había arrestado a los comandantes de la gendarmería (la policía militar), lo que desencadenó el golpe de 1975: en la mañana del 13 de abril, unidades de la gendarmería atacaron el Palacio Presidencial. Mientras combatían contra la guerdia presidencial, Odingar llegó trayendo refuerzos y asumió el mando. Los combates cesaron a las 8:30, informándose que Tombalbaye había muerto a causa de las heridas recibidas en la batalla, y los golpistas tomaron triunfantemente el Palacio. No hubo otra resistencia: alrededor de las 6:30 Odingar habló por la radio anunciando que las Fuerzas Armadas habían "ejercido sus responsabilidades hacia Dios y la nación" mientras la población de la capital festejaba en las calles la muerte de Tombalbaye.
Odingar y el Ejército justificaron sus acciones en un comunicado militar en el cual acusaban a Tombalbaye de haber dividido el país, enfrentado a las tribus entre sí, y humillado a la milicia. Mientras tanto Odingar, actuando como comandante interino y jefe de Estado, cerró todas las carreteras hacia la capital e impuso el toque de queda en la ciudad.
Félix Malloum y los otros oficiales encarcelados fueron inmediatamente liberados por los golpistas. Ya para el 15 de abril se formó un Consejo Militar Superior, una Junta militar de nueve miembros para cuya presidencia fue elegido Malloum, que sin sobresaltos sucedió a Odingar como jefe de Estado. 
| Predecesor: François Tombalbaye | Presidente de la República de Chad 1975 | Sucesor: Félix Malloum (Consejo Militar Supremo) |